# My Little Pony: Az új nemzedék
A My Little Pony: Az új nemzedék (eredeti cím: My Little Pony: A New Generation) 2021-ben bemutatott amerikai-kanadai 3D-s számítógépes animációs film. A film rendezői Robert Cullen, José Luis Ucha és Mark Fattibene. A filmet eredetileg a mozikban mutatták volna be Amerikában a Paramount Pictures, Magyarországon pedig a UIP-Dunafilm forgalmazásában, de a COVID-19 világjárvány miatt a Netflixen jelent meg 2021. szeptember 24-én. A TV2 Kids 2022. május 29-én országos premierként adta le a filmet.

## Ismertető
Sunny Starscout, a tündöklő és idealista fiatal földi póni Equestria megosztott világát igyekszik egyesíteni, miután többezer évvel az előző sorozat eseményei után (ismeretlen okból), Equestria három faja: A földipónik, a pegazusok és az unikornisok szétszakadtak, és ellenségeskedni kezdtek. Egy nap Sunny lakhelyére, a földipónik által benépesített Kancaöbölbe érkezik a bohókás egyszarvú Izzy Moonbow. Mint kiderül az unikornisok régen elveszítették varázserejüket, ezért Sunny és Izzy útnak indulnak a pegazusok lakhelye, a Zafírfok felé hogy választ kapjanak kérdéseikre. Nyomukba ered Kancaöböl serriffje Hitch is, miközbe annak helyettese Sprout, Kancaöbölben készül a többi faj elleni konfliktusra. A Zafírfokra érve Sunny és Izzy összetalálkoznak a Pegazus Királyi Család egyik tagjával, a merész és lázadó Zephyrina Storm Hercegnővel, avagy Zippel. Ezek után a pegazusok elkapják őket, és a Királynő elé vezetik őket kihallgatásra, aki elrendeli a bebörtönzésüket. Itt ismét találkoznak Zippel, és húgával, a többek között influencerként és popénekesként is szereplő Pipp Petals Hercegnővel, avagy Pippel. Zipp kiengedi őket, és elvezeti őket egy elhagyatott léghajóállomásra, ahol nyilvánvalóvá válik számukra hogy egykoron valóban együtt élt a három faj, és felfedezik az őket egyesítő mágia forrását: A három faj mindegyikét reprezentáló három kristályt, melyek szétválasztása vezetett a mégia eltűnéséhez, így az unikornisok varázs, és a pegazusok röpképtelenségéhez.

## Szereplők
| Szereplő          | Eredeti hang        | Magyar hang                          |
| ----------------- | ------------------- | ------------------------------------ |
| Sunny Starscout   | Vanessa Hudgens     | Czető Zsanett Békefi Viktória (ének) |
| Izzy Moonbow      | Kimiko Glenn        | Magyar Viktória                      |
| Hitch Trailblazer | James Marsden       | Magyar Bálint                        |
| Pipp Petals       | Sofia Carson        | Faluvégi Fanni                       |
| Zipp Storm        | Liza Koshy          | Gáspár Kata                          |
| Phyllis Lóhere    | Elizabeth Perkins   | Vándor Éva                           |
| Haven királynő    | Jane Krakowski      | Kovács Nóra                          |
| Sprout            | Ken Jeong           | Szabó Máté                           |
| Alfacsődör        | Phil LaMarr         | Varga Rókus                          |
| Argyle            | Michael McKean      | Papp Dániel                          |
| Twilight Sparkle  | Tara Strong         | Pekár Adrienn                        |
| Rarity            | Tabitha St. Germain | Laudon Andrea                        |
| Pinkie Pie        | Andrea Libman       | Csuha Bori                           |
| Fluttershy        | Andrea Libman       | Szűcs Anna Viola                     |
| Applejack         | Ashleigh Ball       | Czető Ádám                           |
| Rainbow Dash      | Ashleigh Ball       | Mayer Szonja                         |

## Magyar változat
A magyar változatot a Hasbro megbízásából az SDI Media Hungary készítette, 2021-ben.
- Magyar szöveg: Horváth Anikó
- Zenei rendező: Posta Victor
- Szinkronrendező: Egyedi Mónika